# Kenya Okazaki
Kenya Okazaki (岡﨑 建哉 Okazaki Kenya?, Fukuyama, Hiroshima, 31 de mayo de 1990) es un exfutbolista japonés que jugaba como centrocampista.

## Trayectoria

### Clubes
| Club               | País  | Año       |
| ------------------ | ----- | --------- |
| Gamba Osaka        | Japón | 2013-2016 |
| Ehime FC (cedido)  | Japón | 2015      |
| Gamba Osaka sub-23 | Japón | 2016      |
| Tochigi S. C.      | Japón | 2017-2018 |
| Montedio Yamagata  | Japón | 2019-2023 |